# 田鍋健
田鍋 健（たなべ まさる 1912年10月21日 - 1993年8月2日）は、日本の実業家。積水ハウス元会長・社長。

## 経歴
大阪府大阪市出身。東京帝国大学卒業後、1936年に日本窒素肥料株式会社入社。1950年、新日本窒素肥料株式会社（現・チッソ株式会社）熊本営業所長。戦後、積水化学工業株式会社に入社。1955年に同取締役、1957年に同専務取締役就任。1963年に積水ハウス代表取締役社長に就任。累積赤字のふくらんだ同社を合理化と近代化で再建、プレハブ業界トップに育て上げた。1992年同会長就任。
1977年 藍綬褒章受章。1984年勲二等瑞宝章(現 瑞宝重光章)受章。1993年従四位に叙せられる。1993年8月2日死去。80歳没。